# أولاد السي حمو (لمعاشات)
أولاد السي حمو هي إحدى مشيخات المملكة المغربية، تتبع جغرافيا لإقليم آسفي وإداريًا للمعاشات. يقدر عدد سكانها بـ 2121 نسمة حسب الإحصاء الرسمي للسكان والسكنى لسنة 2004.